# Juncus distegus
Juncus distegus är en tågväxtart som beskrevs av Elizabeth Edgar. Juncus distegus ingår i släktet tåg, och familjen tågväxter. Inga underarter finns listade i Catalogue of Life.